# Cœur vagabond - Coração vagabundo
 (juillet 2017).
Si vous disposez d'ouvrages ou d'articles de référence ou si vous connaissez des sites web de qualité traitant du thème abordé ici, merci de compléter l'article en donnant les références utiles à sa vérifiabilité et en les liant à la section « Notes et références ».
Albums de Bïa
Carmin
(2003) Nocturno
(2008)
Cœur vagabond - Coração vagabundo est le quatrième album de la chanteuse et auteure-compositrice d'origine brésilienne Bia, sorti en 2005.

## Présentation
Avec Cœur vagabond - Coração vagabundo, Bïa reprend des créations de compositeurs brésiliens (Djavan, Buarque, Veloso, etc.) dont les chansons sont chantées en français et des français (Gainsbourg, Brassens, Souchon, etc.), interprétés en portugais.
L'album a reçu le Prix Félix, récompense remise aux artistes québécois lors du gala de l'ADISQ, en 2006, dans la catégorie « Album de l'année – Musiques du monde ».
Il est également nommé au Prix Juno de la Canadian Academy of Recording Arts and Sciences (CARAS) dans la même catégorie « Album de l'année – Musiques du monde ».

## Liste des titres
| 1.    | Cœur Vagabond             | Coração Vagabundo de Caetano Veloso                     | 3:52 |
| 2.    | Ilha do Mel               | Belle-Île en Mer de Laurent Voulzy                      | 3:02 |
| 3.    | Tão sentimental           | Foule sentimentale d'Alain Souchon                      | 3:16 |
| 4.    | Portrait en noir et blanc | Retrato em Branco e Preto de Chico Buarque et Tom Jobim | 4:27 |
| 5.    | Água na boca              | L'Eau à la bouche de Serge Gainsbourg                   | 2:44 |
| 6.    | Comme une vague           | Como uma Onda de Lulu Santos et Nelson Motta            | 3:33 |
| 7.    | À la fontaine             | Lavadeira do Rio de Lenine et Bráulio Tavares           | 3:49 |
| 8.    | Appel                     | Apelo de Vinícius de Moraes et Baden Powell             | 3:13 |
| 9.    | Como eu sonhei            | J'ai tant rêvé de Michel Modo et Henri Salvador         | 3:40 |
| 10.   | Amour secret              | Meu Bem-Querer de Djavan                                | 2:57 |
| 11.   | Estrela do mar            | Bille de Verre de Michel Rivard et Maxime Le Forestier  | 4:09 |
| 12.   | L'Échelle de la douleur   | A Dor na Escala Richter de Márcio Faraco                | 3:02 |
| 13.   | Jardim                    | Jardin d'hiver de Benjamin Biolay et Keren Ann          | 2:27 |
| 14.   | Bilingue                  | Titre inédit                                            | 2:54 |
| 15.   | A ma reputação            | La Mauvaise Réputation de Georges Brassens              | 2:34 |
| 49:39 |                           |                                                         |      |